# Kolarstwo na Letniej Uniwersjadzie 2011 – BMX kobiet
Zawody w BMX kobiet na Letniej Uniwersjadzie 2011 zostały rozegrane 14 sierpnia 2011. Do rywalizacji przystąpiło 5 zawodniczek z 2 państw. Zawody składały się z półfinału (złożonego z 3 wyścigów) oraz finału.

## Wyniki

### Półfinał[1]
| Poz. | Zawodnik             | Reprezentacja | Wyścig 1 | Pkt. | Wyścig 2 | Pkt. | Wyścig 3 | Pkt. | Razem pkt. |
| ---- | -------------------- | ------------- | -------- | ---- | -------- | ---- | -------- | ---- | ---------- |
| 1    | Vilma Rimšaitė       | Litwa         | 38.360   | 1    | 38.521   | 1    | 38.634   | 1    | 3          |
| 2    | Marina Beszhmelnowa  | Rosja         | 39.075   | 2    | 40.280   | 2    | 43.545   | 3    | 7          |
| 3    | Margarita Łomakowa   | Rosja         | 40.824   | 3    | 41.013   | 3    | 39.731   | 2    | 8          |
| 4    | Nadieżda Kaczuszkina | Rosja         | 50.198   | 4    | 49.924   | 4    | 48.171   | 4    | 12         |
| 5    | Ksenia Kiriłowa      | Rosja         | 54.505   | 5    | 52.414   | 5    | 51.662   | 5    | 15         |

### Finał[2]
| Poz. | Zawodnik             | Reprezentacja | Czas   | Strata  |
| ---- | -------------------- | ------------- | ------ | ------- |
|      | Vilma Rimšaitė       | Litwa         | 37.400 |         |
|      | Marina Beszhmelnowa  | Rosja         | 39.275 | +1.875  |
|      | Margarita Łomakowa   | Rosja         | 39.797 | +2.397  |
| 4    | Nadieżda Kaczuszkina | Rosja         | 48.227 | +10.827 |
| 5    | Ksenia Kiriłowa      | Rosja         | 51.443 | +14.043 |